# Плавание в ластах на Всемирных играх 1981
Плавание в ластах на Всемирных играх 1981 включало розыгрыш двенадцати комплектов медалей.

## Призёры

### Мужчины
| Дисциплина        | Золото              | Серебро             | Бронза              |
| ----------------- | ------------------- | ------------------- | ------------------- |
| 50 м, апнеа       | Юрген Коленда       | Сандро Сола         | Дарио Броглио       |
| 100 м в акваланге | Юрген Коленда       | Дарио Броглио       | Тьери Лаблюйе       |
| 100 м в ластах    | Юрген Коленда       | Сандро Сола         | Джузеппе Галантуччи |
| 200 м в ластах    | Юрген Коленда       | Вальтер Оландер     | Сандро Сола         |
| 400 м в ластах    | Джузеппе Галантуччи | Вальтер Оландер     | Паоло Вандини       |
| 1500 м в ластах   | Паоло Вандини       | Джузеппе Галантуччи | Вальтер Оландер     |

### Женщины
| Дисциплина     | Золото           | Серебро         | Бронза           |
| -------------- | ---------------- | --------------- | ---------------- |
| 50 м, апнеа    | Кристина Ковони  | Моника Кроветти | Анне Менги       |
| 100 м в ластах | Анне Менги       | Кристина Ковони | Анна-Мария Рюшон |
| 200 м в ластах | Анна-Мария Рюшон | Анне Менги      | Марион Колло     |
| 400 м в ластах | Анна-Мария Рюшон | Моника Кроветти | Марина Бекк      |
| 800 м в ластах | Анна-Мария Рюшон | Марион Колло    | Моника Кроветти  |